# SN 2006ky
SN 2006ky – supernowa typu Ia odkryta 17 października 2006 roku w galaktyce A211840-0101. W momencie odkrycia miała maksymalną jasność 21,50m.